# Carajillo

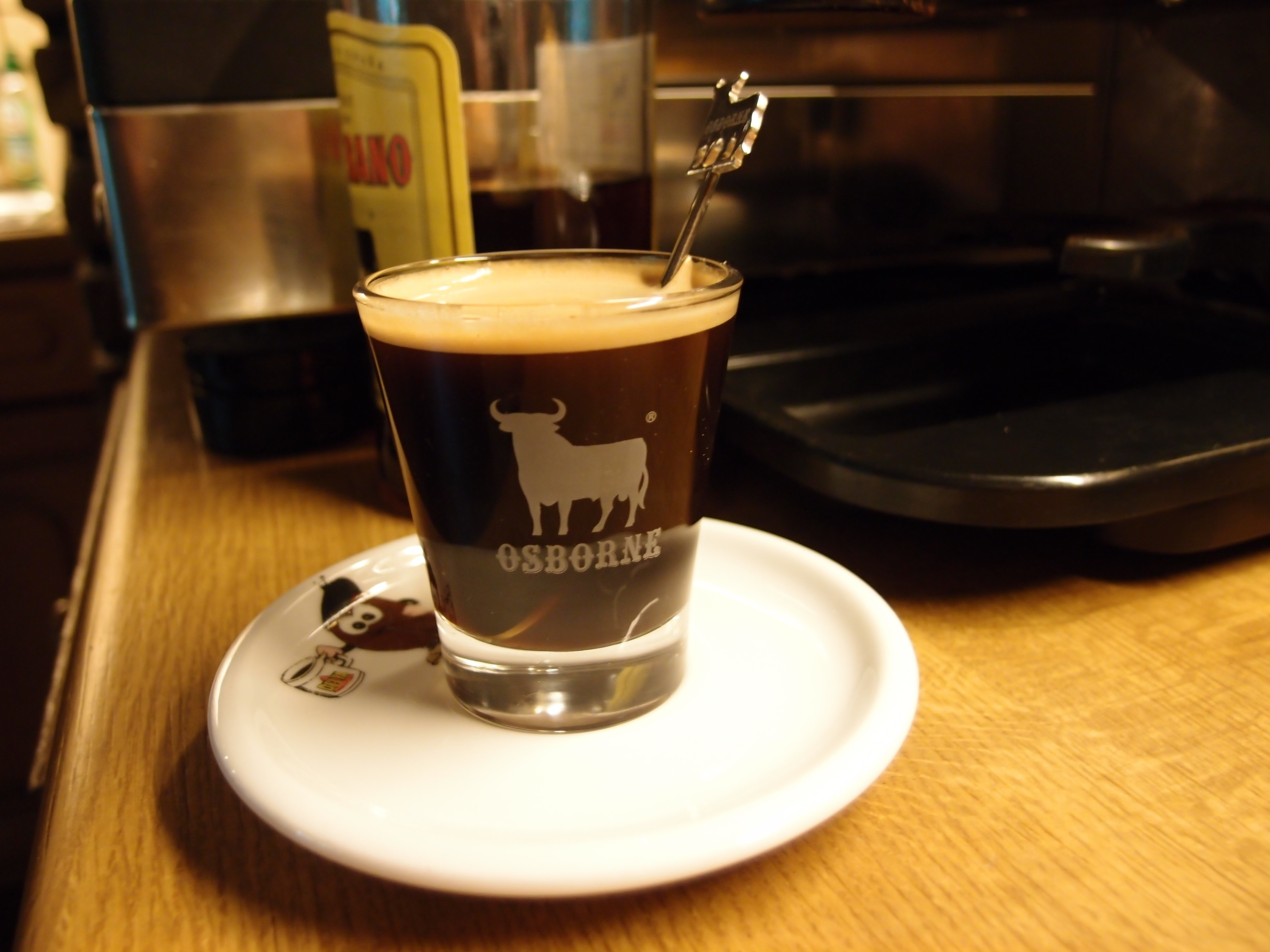
Carajillo mit Brandy, in einem traditionellen Glas

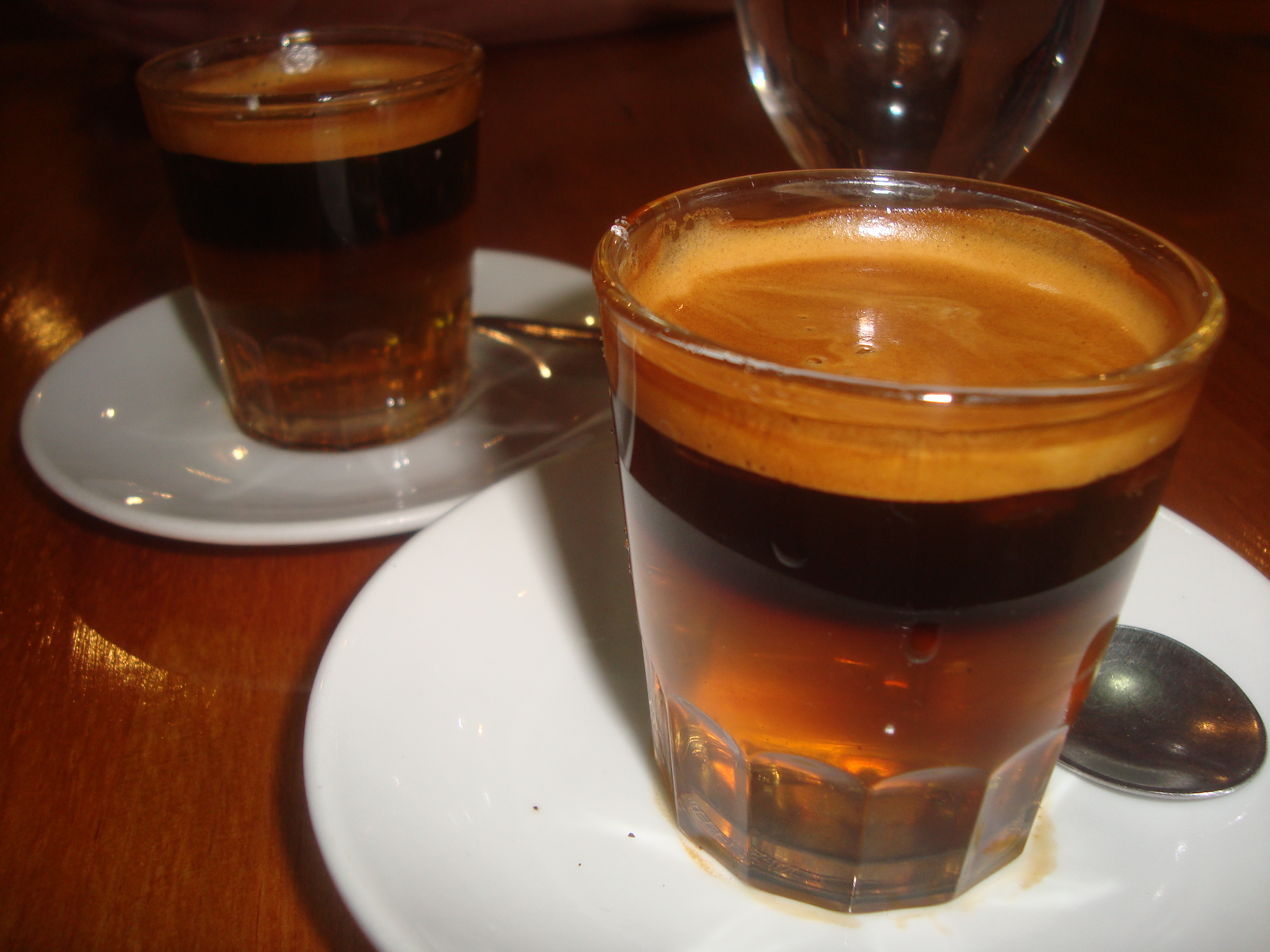
Carajillos verbrannt (Castellón)

Carajillo [kaɾaˈxiʎo] ist ein spanisches alkoholisches Espresso-Mischgetränk.
Sein Ursprung geht auf die spanische Kolonialgeschichte Kubas zurück. Die Soldaten der kolonialen Truppen mischten Kaffee mit Rum, um Mut zu bekommen (coraje in Spanisch, also corajillo und neuerdings carajillo).
Heute meint man mit Carajillo üblicherweise einen Espresso mit Brandy (spanischer Weinbrand). Aber auch andere Spirituosen wie Rum, Whisky oder Likören aus Anis, wie zum Beispiel der „Licor 43“, sind durchaus für einen Carajillo üblich. Er wird überwiegend in einem kleinen feuerfesten Glas serviert.
Die einfachste Art, einen Carajillo zuzubereiten, ist, den Brandy in den fertigen Espresso zu gießen. Kenner bevorzugen aber die Variante „quemado“ (= verbrannt, gebrannt), wobei der Brandy mit einem Stück Zitronenschale und einigen Kaffeebohnen mit der Dampfdüse der Espresso-Maschine erhitzt und dann angezündet wird. In der Flamme wird mit Hilfe eines Löffels Zucker karamellisiert und zugegeben. Letztendlich wird die noch brennende Mischung unter die Espresso-Maschine gestellt und mit dem Kaffee gelöscht.
Eine weitere besonders im Sommer beliebte Carajillo-Art ist der „Café del tiempo“ (Kaffee der Jahreszeit). Hierbei wird meist ein mit Anis-Likör zubereiteter Carajillo zusammen mit einem Glas Eiswürfel serviert. Der Carajillo wird nach Geschmack gesüßt und dann in das Glas mit Eiswürfeln geschüttet.
Obwohl der Carajillo ein sehr alkoholhaltiges und starkes Getränk ist, wird er in Spanien zu jeder Tageszeit getrunken; auch zum Frühstück oder nach dem Abendessen.